# 绥化厅
绥化厅，清朝时设置的厅。
光绪十年（1885年）分呼兰厅北境北团林子置绥化理事通判厅，治所在今黑龙江省绥化市。与呼兰城、呼兰厅（巴彦苏苏）统称“呼兰三城”。三十一年（1905年），升为绥化府。